# فیدل اورتیز
فیدل اورتیز (اسپانیایی: Fidel Ortiz‎؛ ۱۰ اکتبر ۱۹۰۸ – ۹ سپتامبر ۱۹۷۵) بوکسور اهل مکزیک بود.